# Planty
Il Planty è uno dei più grandi parchi cittadini di Cracovia, in Polonia. Circonda lo Stare Miasto (Città Vecchia), dove le mura della città medievale si ergevano fino agli inizi del XIX secolo.
Il parco ha una superficie di 21.000 metri quadrati (5,2 acri) e una lunghezza di 4 chilometri ed è composto da trenta piccoli giardini progettati in vari stili e ornati da numerosi monumenti e fontane. Il parco è una popolare passeggiata per i cittadini di Cracovia e in estate rappresenta un rifugio fresco e ombreggiato.
La maggior parte dei siti importanti della vecchia Cracovia si trova all'interno della cintura del Planty, lungo la Strada Reale che lo attraversa dal sobborgo mediale di Kleparz fino al castello del Wawel sulla collina di Wawel.

## Storia
La cintura verde fu istituita al posto delle mura medievali tra il 1822 e il 1830 come parte di un progetto di sviluppo urbano che preservasse il concetto di una "città giardino". 
All'inizio del XIX secolo la città aveva cominciato ad espandersi oltre i confini delle vecchie mura, che stavano cadendo in rovina a causa della mancanza di manutenzione dopo le spartizioni della Polonia. Di conseguenza, l'imperatore Francesco I di Austria ordinò l'abbattimento delle vecchie fortificazioni. Tuttavia, nel 1817 il professor Feliks Radwański dell'Università Jagellonica riuscì a convincere la Sessione del Senato della Repubblica di Cracovia a legiferare sulla conservazione parziale delle antiche fortificazioni, permettendo alla Porta di San Floriano e il vicino Barbacane di sopravvivere.